# Batalha de Castlehaven
A Batalha de Castlehaven foi uma batalha naval que ocorreu em 6 de dezembro de 1601, na baía de Castlehaven, na costa sul da Irlanda durante a Guerra dos Nove Anos entre um comboio naval espanhol de seis navios e uma frota inglesa, comandada pelo almirante Richard Leveson e composta por quatro navios de guerra. O comboio espanhol era protegido por posições fortificadas em terra, um castelo e 600 soldados espanhóis e irlandeses. Cinco dos seis navios espanhóis, comandados pelo General Pedro de Zubiaur, foram afundados, capturados ou encalhados na batalha, enquanto a frota inglesa não perdeu nenhum navio.

## Antecedentes
Em 23 de setembro de 1601, uma frota espanhola comandada por Dom Juan del Águila chegou ao porto de Kinsale. Pedro de Zubiaur, com seis navios, separou-se da frota principal. Eventualmente, Zubiar chegou com uma força total de 2.000 homens perto de Castlehaven em 1º de dezembro. Naquela época, o Castelo Castlehaven era propriedade do clã O'Driscoll e eles acolheram os espanhóis. Em 2 de dezembro, um dia após a chegada dos espanhóis a Castlehaven, Charles Blount, 8º Barão Mountjoy, foi informado de que seis navios espanhóis haviam entrado naquele porto. No dia 4 de dezembro, Mountjoy recebeu a confirmação da história. O perigo representado pela chegada dos espanhóis foi imediatamente percebido e Mountjoy tomou medidas para fortalecer as defesas inglesas. O comandante das forças navais inglesas em Kinsale, almirante Leveson, recebeu ordens de "procuroar a frota espanhola em Castlehaven, para capturá-la se pudesse, ou de outra forma para afligi-la o máximo que pudesse." Leveson então deixou seu vice-almirante Preston para proteger o porto de Kinsale e levou o resto da frota fortemente armada para Castlehaven.

## Batalha
Leveson tinha com ele quatro navios de guerra, Warspite, Defiance, Swiftsure e Merlin, bem como um navio mercante e uma caravela. No dia seguinte, o vento soprava para o interior, impedindo a partida dos navios ingleses. Leveson teve seus navios rebocados para fora do porto de Kinsale e então partiu para Castlehaven.
Às 10 horas da manhã seguinte, 6 de dezembro, a frota de Leveson chegou ao largo de Castlehaven. Zubiaur, entretanto, estava pronto para eles com uma bateria de oito canhões na foz do porto. Um certo capitão Fleming, comandando o Merlin de 10 canhões, remou através do fogo espanhol para fazer um canal para o Warspite de 518 toneladas seguir. Seguiu-se uma forte rajada das baterias da costa e dos navios espanhóis, o que Leveson disse que o "irritou muito". Desde então, até as quatro horas daquela tarde, os dois lados lutaram. A nau capitânia de Zubiaur, o galeão Maria Francesca foi afundada com a maioria dos tripulantes. Outro navio de 200 toneladas, o Cisno Camello, foi perfurado abaixo da linha d'água e logo começou a afundar, estabelecendo-se em águas rasas. Um navio de aluguel francês usado para suprimentos foi, segundo Leveson, reduzido a fósforo. Outros dois navios espanhóis foram atingidos até que suas tripulações os forçaram contra as rochas após sofrerem fogo contínuo, especialmente dos grandes galeões Defiance e Warspite.  Finalmente, um navio mercante espanhol foi abordado e capturado, descobrindo-se que tinha trigo e biscoitos antes de ser abandonado e também encalhado.
Os espanhóis estavam agora sendo reforçados por mais soldados irlandeses. Os navios de Leveson estavam com pouca munição enquanto respondiam continuamente ao fogo. Com todos os navios espanhóis neutralizados, exceto um, e com o vento soprando em terra, Leveson conseguiu retirar seus navios, sendo rebocados sob o fogo das baterias costeiras restantes.

## Consequências
A frota inglesa sofreu danos moderados.  Na maior parte do tempo, Leveson tinha que rebocar seus navios para Kinsale, pois o vento nunca parecia estar a seu favor. Depois de retornar, descobriu-se que o Warpsite tinha sido  atingido por 209 balas de canhão, de acordo com o cirurgião do navio William Farmer.
Leveson obteve uma vitória, neutralizando o potencial naval de Zubiaur. Ele ajudaria Mountjoy na Batalha de Kinsale, onde fechou a baía e bloqueou-a do mar, o que foi crucial para a vitória inglesa. A guarnição espanhola em Castlehaven estava agora isolada, distribuindo-se pela área de Baltimore (Castelo Donneshed), mas logo se rendeu quando a notícia da derrota em Kinsale chegou. Pedro de Zubiaur regressou a Espanha e foi preso pelas suas responsabilidades, mas posteriormente foi libertado.